# Місто майбутнього
«Місто майбутнього» (кор. 내츄럴 시티) — південнокорейський науково-фантастичний фільм 2003 року.

## Зміст
2080 рік. Життя на Землі сильно змінилося. Тепер люди мешкають у містах, повністю забезпечують себе. Багато країн вже не існує після воєн і руйнувань. Тепер для того, щоб задовольняти найрізноманітніші людські потреби, створені роботи, які зовні ідентичні простим людям. Коли їхній термін придатності закінчуються — їх знищують. Контролює це спецзагін. Та один зі спецагентів цього загону закохується у робота-танцівницю. Можливо, доля світу тепер під загрозою.